# Chiesa di Sant'Ilario (Felino)
La chiesa di Sant'Ilario, nota anche come pieve di Sant'Ilario Baganza, è un luogo di culto cattolico dalle forme romaniche e barocche, situato in via Chiesa 4 a Sant'Ilario Baganza, piccola frazione di Felino, in provincia e diocesi di Parma; è sede di una parrocchia compresa nella zona pastorale della Pedemontana.

## Storia
Il luogo di culto fu edificato tra l'XI e il XII secolo originariamente quale cappella di un ricovero per pellegrini.
La prima testimonianza certa della sua esistenza risale soltanto al 1230, quando la Cappella Sancti Ylarii del Bagancia risultava dipendente dalla non lontana pieve di Sant'Antonino Martire a Barbiano.
La piccola cappella romanica fu ampliata nel 1322, con la sopraelevazione della navata e l'edificazione della nuova abside a pianta rettangolare.
Nel 1472 fu edificata la torre campanaria in pietra.
Tra il XVI e il XVII secolo la chiesa fu ancora ingrandita, con la costruzione di nuove campate e delle due cappelle laterali in aggetto, mentre nel 1686 furono realizzate le volte a crociera di copertura, in sostituzione delle capriate, e fu innalzata la nuova facciata.
Intorno al 1970 la chiesa fu soggetta a restauro. Gli ultimi lavori furono avviati nel 2005, quando furono sistemate le coperture e le murature ormai degradate, cui seguirono le opere di ripristino dei pavimenti in pietra, della facciata, del campanile; tuttavia, l'edificio fu parzialmente danneggiato dal terremoto del 23 dicembre 2008, perciò furono necessari altri interventi di risistemazione e di miglioramento sismico.

## Descrizione

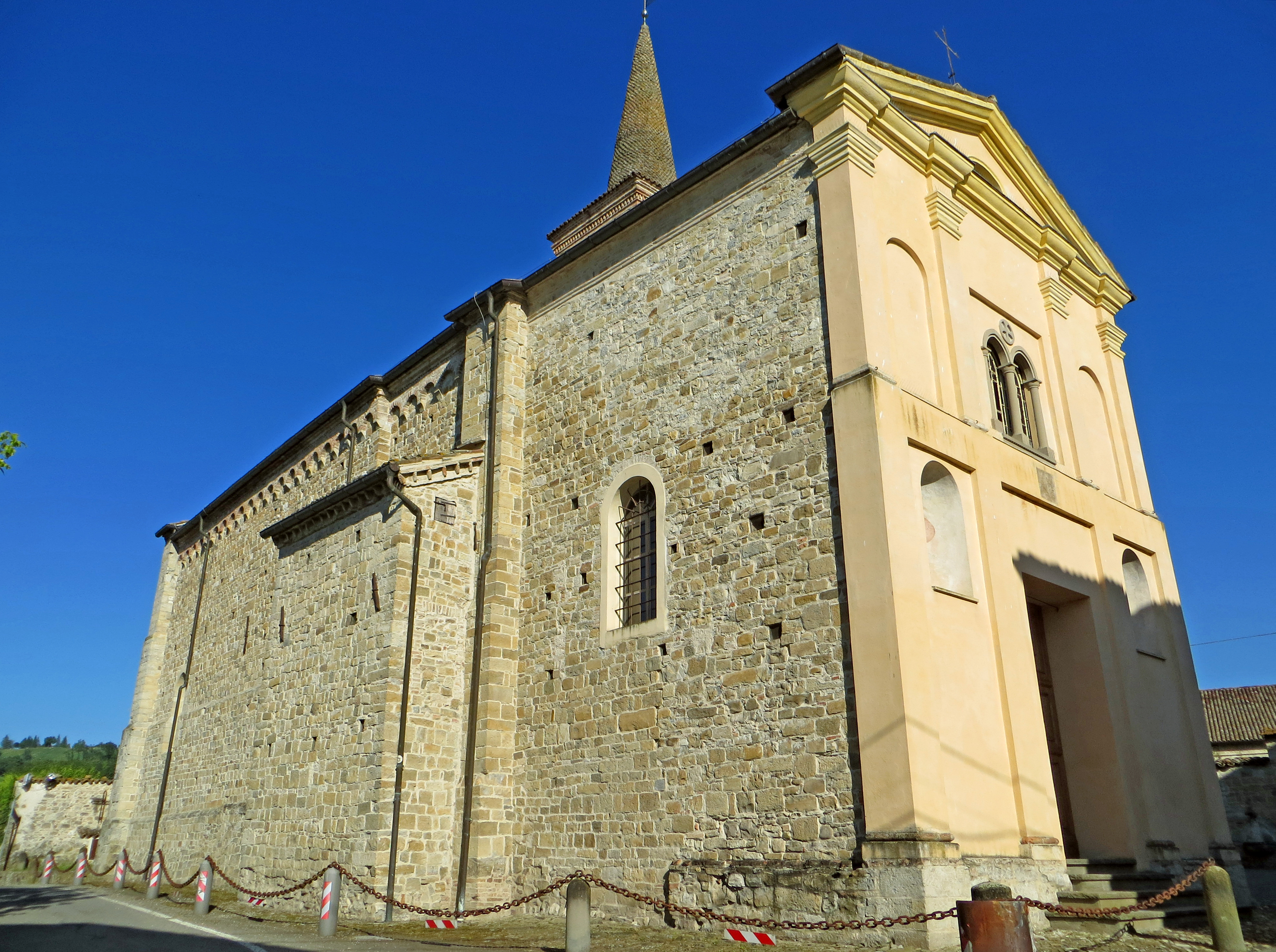
Facciata e lato nord

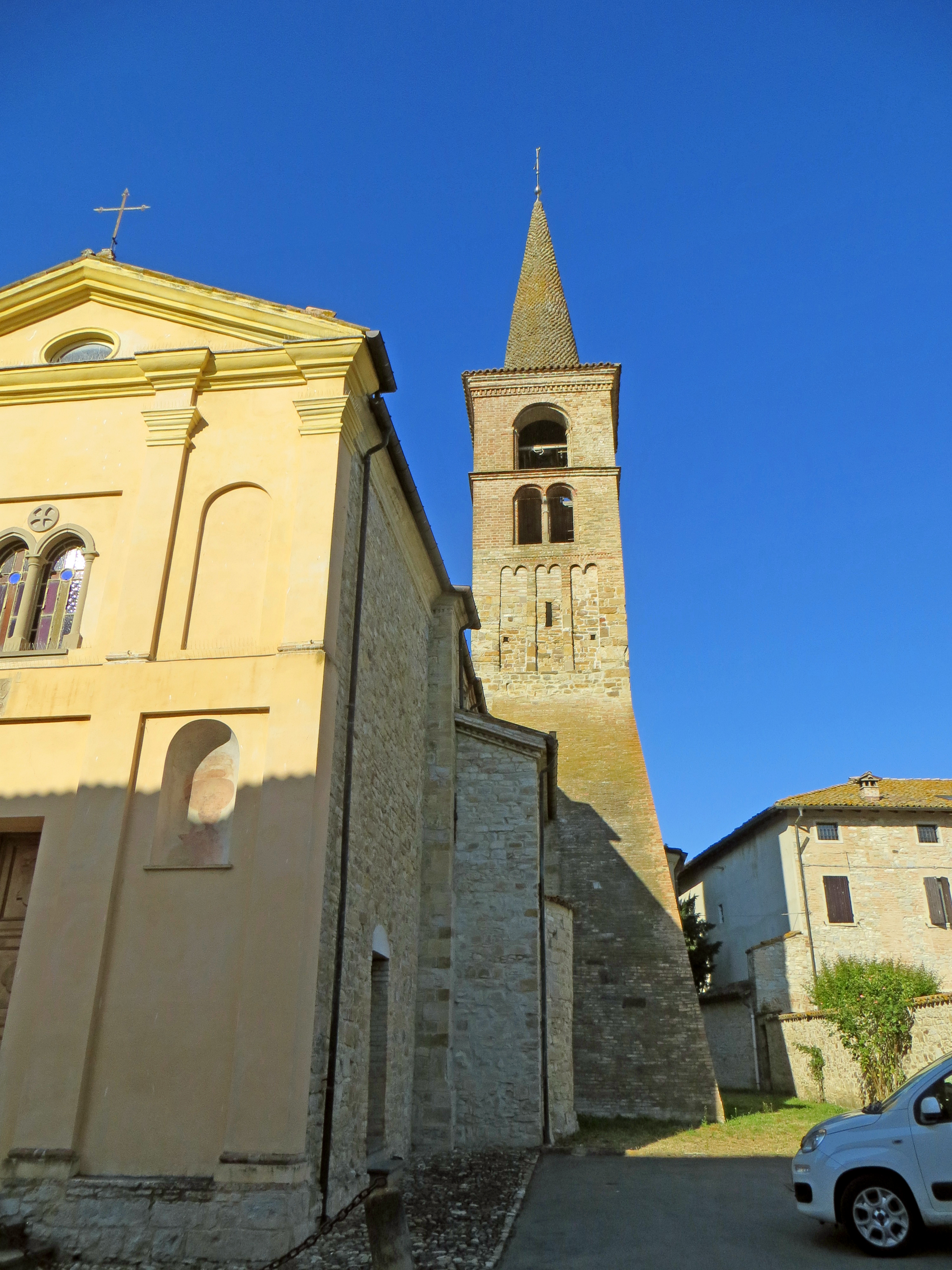
Lato sud e campanile

La pieve si sviluppa su un impianto a navata unica, con ingresso a ovest e abside rettangolare a est; dal fianco nord aggetta una cappella, mentre sul lato opposto si innalzano una seconda cappella, il campanile e la sagrestia.
La facciata seicentesca, interamente intonacata, è suddivisa orizzontalmente in due parti da una fascia marcapiano; quattro lesene scandiscono verticalmente il prospetto, al cui centro si apre il portale d'accesso, affiancato da due nicchie dipinte; superiormente si staglia al centro una bifora con colonnine in pietra; oltre i capitelli dorici a coronamento delle lesene, si eleva il timpano con finestra circolare al centro.

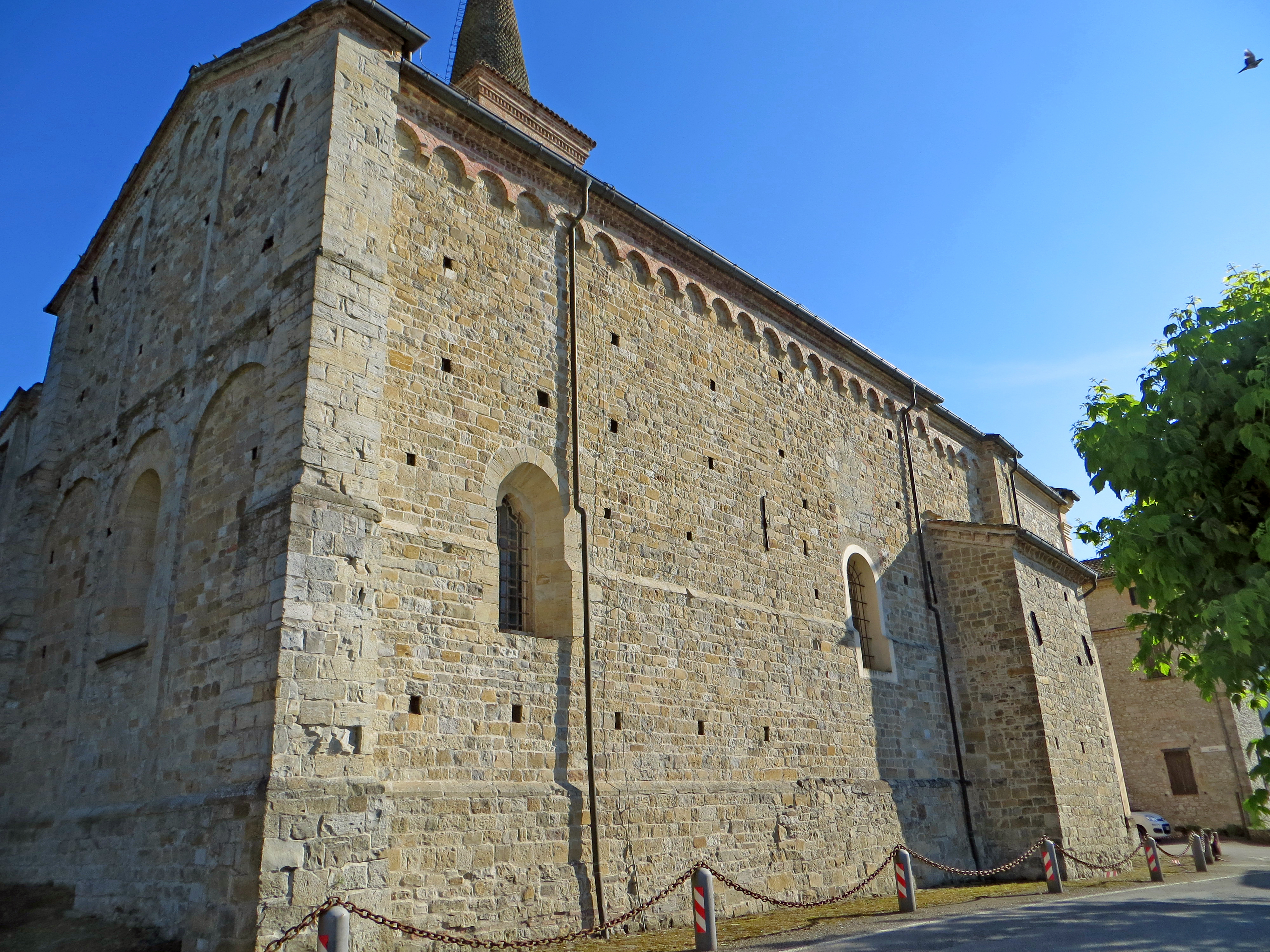
Abside e lato nord

I fianchi e il retro, rivestiti in blocchi squadrati di pietra, mostrano i segni delle varie aggiunte nei secoli; lateralmente, oltre la prima campata, a coronamento corre un fregio trecentesco ad archetti pensili, che si ripete anche posteriormente. Sul lato meridionale si eleva oltre l'alto basamento in mattoni con andamento a scarpa il campanile in pietra, privo di orologio, con cella campanaria aperta su ciascun lato con un'ampia monofora ad arco sovrapposta a una bifora; a coronamento si innalza un'alta cuspide conica. L'abside a capanna, risalente al 1322, è decorata inoltre con tre archi a tutto sesto in rilievo e due ordini sovrapposti di lesene, che scandiscono il prospetto in tre parti di uguale larghezza.
All'interno la navata, coperta da quattro volte a crociera intonacate di diversa ampiezza, è rivestita lateralmente in pietra, a eccezione delle due cappelle seicentesche aperte l'una di fronte all'altra; le due paraste adiacenti a queste ultime sono coronate con gli originari capitelli romanici in arenaria, decorati con bassorilievi raffiguranti motivi vegetali e zoomorfi, tra cui una pregevole naumachia. Della stessa epoca risultano anche due formelle in pietra murate nella cappella sinistra, ornate con bassorilievi rappresentanti rispettivamente la Lotta tra il Bene e il Male, raffigurata attraverso un uomo che sconfigge un drago, e due Portatori d'acqua. Accanto all'ingresso è infine incastonata nella parete una roccia di forma rettangolare con incisioni, conosciuta da secoli come "pietra di Sant'Ilario" e considerata taumaturgica da molti fedeli.